# PowerQuest
PowerQuest — компания-разработчик программного обеспечения, занимавшаяся разработкой утилит.

## История
PowerQuest была основана в 1993 году Эриком Дж. Рафом (англ. Eric J. Ruff) в Ореме, штат Юта. Компания получила много наград за то, что была одной из наиболее быстро растущих компаний в мире в области разработки программного обеспечения.
PowerQuest была приобретена компанией Symantec в 2003 году.

## Деятельность
Компания в основном специализировалась на разработке утилит по управлению хранением компьютерных данных, в первую очередь по работе с файловой системой и разделами жёстких дисков.

## Продукция
Одни из самых популярных программ:
- PartitionMagic;
- ServerMagic;
- Drive Image.